# 萧欣
萧欣（6世纪—584年），南梁安成康王萧秀之孙，安成炀王萧机之子，安成蕃王萧操之弟。
萧欣年少时即勤奋好读，博览通经，擅长文采。承圣四年（555年），西魏破江陵，杀梁元帝萧绎，立萧詧为帝，建立傀儡政权西梁。梁宣帝萧詧让萧欣袭封安成蕃王。历任侍中、中书令、尚书仆射、尚书令。天保二十三年（584年），萧欣去世，追赠司空。
梁明帝在位时，萧欣与柳信言被称为一时文宗。著有《萧欣集》十卷、《梁史》百卷（遭乱失本）。